# Jeremy Pope (acteur)
Jeremy Pope (Orlando (Florida), 9 juli 1992) is een Amerikaans acteur.

## Biografie
Pope maakte zijn debuut in 2018 op Broadway in het stuk Choir Boy, hierin speelde hij de homoseksuele Pharus Jonathan Young. Hij heeft in Entertainment Weekly aangegeven dat hij zich wel kon vereenzelvigen met de rol, omdat hijzelf ook van Afro-Amerikaanse afkomst en homoseksueel is. Kort na de rol in Choir Boy had hij ook een rol in de musical Ain't Too Proud. In 2019 was hij de zesde acteur die in hetzelfde jaar in twee categorieën genomineerd werd voor een Tony Award.
In 2020 speelde hij een rol in de Netflix-serie Hollywood, over het glamoureuze Hollywood van net na de Tweede Wereldoorlog, waarin hij Afro-Amerikaanse homoseksuele schrijver Archie vertolkt die moet vechten tegen de vooroordelen van de maatschappij.